# Jacob Aertsz Colom
Jacob Aertsz. Colom (????, 1600 - Amsterdam, 1673) va ser un impressor i llibreter d'Amsterdam.

## Biografia
Colom es va instal·lar a Amsterdam el 1622, on es va fer membre del gremi de llibreters. Es va casar amb Barbertge Jans i, posteriorment, dos dels seus fills també es convertirien en llibreters. La seva filla Johanna es va casar amb el llibreter Pieter van Alphende Rotterdam i el seu fill Arnoud (Arnold), nascut el 1623 o el 1624, va començar la seva pròpia botiga a Amsterdam cap el 1650. Jacob Colom va ser un prolífic, llibreter i creador de mapes. Va tenir un excel·lent sentit de l'emprenedoria i va competir amb l'únic impressor de cartes nàutiques a Amsterdam, en Willem Janszoon Blaeu. El 1627 va comprar una casa al mateix carrer on vivia Blaeu, "Op 't Water" (Damrak 45), a la cantonada de Mandemakerssteeg. La casa va rebre el nom de "De Vyerighe Colom", així com la seua guia nàutica, que es va publicar el 1632, amb la qual es va enfrontar a Willem Blaeu.
Colom no volia limitar-se a la publicació d'obres nàutiques, així el 1635 també va imprimir un petit atles dels Països Baixos, també anomenat De Vyerighe Colom (...). A part d'això, el 1633 havia imprès totes les obres de Coornhert. La seva empresa va anar a més, se sap que en el període 1632 - al voltant de 1671 de la guia nàutica en van sortir al mercat moltes edicions en holandès, francès i anglès. També se sap que va estar actiu com a fabricant de globus, tot i que no se'n han conservat còpies, s'esmenten en l'inventari de mercaderies de l'editorial Van Keulen, elaborat el 1689.
Després de la mort de Colom, les seves pertinences personals (premses, plaques de coure i llibres) es van subhastar el 25 de setembre de 1673.